# Roswitha Schreiner
Roswitha Schreiner (Eschweiler, 12 marzo 1965) è un'attrice tedesca, attiva sin dai primi anni '80, specialmente in campo televisivo.

## Biografia
Tra i suoi ruoli più noti, figurano quello di Sarah Liebling nella serie televisiva Liebling Kreuzberg (1986-1998), quello di Gaby nella serie televisiva Die Wicherts von nebenan (1988-1989), quello di Lisa Hellmann nella serie televisiva Anke (2000-2001) e quello di Meike nella soap opera My Life (Rote Rosen, 2008-2010). È inoltre un volto noto al pubblico per le sue apparizioni in vari episodi di serie televisive quali L'ispettore Derrick e Il commissario Kress (Der Alte).
In alcuni produzioni, è apparsa con il nome di Rosvita Schreiner.
È sposata con Andreas Gotzler, con cui gestisce un negozio a Berlino.

## Filmografia

### Cinema
- Rendezvous (1997)
- Meine polnische Jungfrau (2001; ruolo: Traudl)
- Die to Live - Das Musikill (2004)
- Sieh zu dass du Land gewinnst (2006; ruolo: Gaby)
- Große Lügen! (2007)
- Der letzte Bissen (2007; ruolo: Nora Kramer)

### Televisione
- Wasser für die Blumen (1982)
- So lebten sie alle Tage (serie TV, 5 episodi, 1984; ruolo: Johanna Reissne
- Ho sposato tutta la famiglia  (Ich heirate eine Familie, serie TV, 1 episodio, 1984)
- Tödliche Liebe (1986; ruolo: Jane Erdmann)
- La clinica della Foresta Nera (Die Schwarzwaldklinik, 2 episodi, 1986; ruolo: Wiebke Busch)
- Alles was Recht ist (serie TV, 1986; ruolo: Henriette)
- Detektivbüro Roth (1 episodio, 1986)
- L'ispettore Derrick (Derrick, serie TV, 1 episodio, 1986)
- Liebling Kreuzberg (serie TV, 1986-1998; ruolo: Sarah Liebling)
- Wartesaal zum kleinen Glück (serie TV, 1987; ruolo: Natascha)
- Die Wicherts von nebenan (serie TV, 26 episodi, 1988-1989; ruolo: Gaby)
- Cenerentola (Aschenputtel), regia di Karin Brandauer – film TV (1989)
- L'ispettore Derrick (Derrick, serie TV, 1 episodio, 1989; ruolo: Mimi Weiser)
- Il commissario Kress (Der Alte, serie TV, 1 episodio, 1990; ruolo: Elke Wissmuth)
- Un caso per due (Ein Fall für zwei, serie TV, 1 episodio, 1990; ruolo: Biggi Steinhaus)
- L'ispettore Derrick (Derrick, serie TV, 1 episodio, 1991; ruolo: Eva Meineke)
- Il commissario Kress (Der Alte, serie TV, 1 episodio, 1991; ruolo: Bessi Haas)
- Regina auf den Stufen  (serie TV, 5 episodi, 1992)
- Buongiorno professore! (Unser Lehrer Doktor Specht, serie TV, 7 episodi, 1992; ruolo: Bettina Weithase)
- Ingolf Lücks Sketchsalat (serie TV, 1992)
- Tücken des Alltags (serie TV, 1992)
- Tatort (serie TV, 15 episodi, 1992-1997; ruolo: Miriam Koch)
- Flash - Der Fotoreporter (serie TV, 1993; ruolo: Nicoletta)
- Il commissario Kress (Der Alte, serie TV, 1 episodio, 1993; ruolo:  Laura Clemens)
- Inka Connection (miniserie TV, 1995)
- L'ispettore Derrick (Derrick, serie TV, 1 episodio, 1995; ruolo: Elga Trenk)
- Il commissario Kress (Der Alte, serie TV, 1 episodio, 1995; ruolo: Billa Senk)
- L'ispettore Derrick (Derrick, serie TV, 1 episodio, 1996; ruolo: Martina Luserke)
- L'ispettore Derrick (Derrick, serie TV, 1 episodio, 1997; ruolo: Marga Weinding)
- Für alle Fälle Stefanie (serie TV), 1 episodio, 1997)
- Park Hotel Stern  - serie TV, 1 episodio (1997)
- Leinen los für MS Königstein  (3 episodi, 1997-1998; ruolo: Toni Lichtenauer)
- Il commissario Kress (Der Alte, serie TV, 1 episodio, 1998; ruolo: Regina Lutz)
- Polizeiruf 110 (serie TV, 1 episodio, 1998; ruolo: Dott.ssa Cordes)
- Amico mio 2 (miniserie TV, 1998; ruolo: mamma di Fiorella)
- SOKO 5113 (serie TV. 1 episodio, 1999; ruolo: Doris Haffner)
- Geschichten aus dem Leben (serie TV, 1 episodio, 1999)
- Un caso per due (Ein Fall für zwei, serie TV, 1 episodio, 2000; ruolo: Monika Rahn)
- Anke (serie TV, 24 episodi, 2000-2001; ruolo: Lisa Hellmann)
- Jetzt bin ich dran, Liebling! (2001)
- St. Angela (serie TV, 1 episodio, 2001)
- Polizeiruf 110 (serie TV, 3 episodi, 2001-2002; ruolo: Ellen Dickmann)
- 14º Distretto (Großstadtrevier, serie TV, 1 episodio, 2003; ruolo: Hiltraud)
- Im Namen des Gesetzes (serie TV, 1 episodio, 2003; ruolo: Iris Brandt)
- Alles Samba (2003)
- Schöne Männer hat man nie für sich allein (2004)
- Mogelpackung Mann (2004; ruolo: Tanja Mahnkopf)
- Dicker als Wasser (2004)
- Vera - Die Frau des Sizilianers (2005; ruolo: Marion)
- Ewig rauschen die Gelder (2005; ruolo: Sandra Reichenberger)
- König der Herzen (2006; ruolo: Gisela Maier)
- M.E.T.R.O. - Ein Team auf Leben und Tod (6 episodi, 2006; ruolo: Petra-Maria Dickmann)
- Noch ein Wort und ich heirate dich! (2007; ruolo: Gudrun Neubert)
- My Life (Rote Rosen, soap opera, 2008-2010; ruolo: Meike)
- Omicidi nell'alta società (Mord in bester Gesellschat, serie TV, 1 episodio, 2012)